# Marthe Robin
Marthe Robin (Châteauneuf-de-Galaure, Francia, 13 de marzo de 1902 - Ibidem, Francia 6 de febrero de 1981) fue una mística católica francesa estigmatizada. A los 21 años sufrió una enfermedad que le hizo permanecer inmovilizada en su lecho hasta su muerte. Según EWTN, no tomó ningún alimento durante ese tiempo, más de cincuenta años, a excepción de la Sagrada Eucaristía.
En 1928, entró en la Tercera Orden de San Francisco. En 1936, fundó los Foyers de Charité. Su influencia alcanzó a los fundadores de varias comunidades integradas en la renovación carismática, entre ellas, en la Comunidad de San Juan, la Comunidad Emmanuel, y la Communauté des Béatitudes. En 1986 comenzó una investigación diocesana acerca de su posible beatificación, continuada por el Vaticano en 1998. El 7 de noviembre de 2014 fue declarada Venerable por el papa Francisco.

## Biografía

### Infancia
Marthe Robin nació en Châteauneuf-de-Galaure, Francia, el 13 de marzo de 1902 Fue la sexta y última hija de Joseph-Michel Robin y Amélie-Célestine Chosson, campesinos, casados en 1889. Operaban una granja en la que toda la familia trabaja, practicando el policultivo. En 1903, Marthe sufría de fiebre tifoidea, una enfermedad que  le quitó a su hermana Clémence. Ella misma escapa a la muerte, y después de dos meses de enfermedad comienza su recuperación. Permanecerá frágil toda su niñez.
Asistió a la escuela pública, en el fondo de la aldea de Châteauneuf-de-Galaure, hasta la edad de 13 años, asistiendo al curso complementario que va más allá de la escuela primaria. A menudo se enfermaba, y no pudo certificar de estudios primarios. Ayudaba en la granja familiar y participaba en la vida del pueblo. Su personalidad fue descrita por ciertos testigos como una niña "alegre, abierta al futuro, servicial y burlona".[cita requerida]

### Enfermedad
El postulador de la causa de beatificación de Marthe Robin es el padre Bernard Peyrous, sacerdote de la Comunidad del Emmanuel. Su libro incluye los elementos de la investigación diocesana de 1986 Marthe Robin, indica que cae enferma el 1 de diciembre de 1918. Los médicos que examinan llegan a pensar en un tumor cerebral. Ella cae en coma durante cuatro días. Después emerge de esta fase aguda y parece recuperarse durante unas pocas semanas. Pero la enfermedad progresa, manteniéndola parcialmente paralizada. Tiene problemas de visión, hasta la pérdida de la visión durante unos meses. Entre abril y mayo de 1921, se sometió a una nueva fase de remisión, que luego fue seguida, según Bernard Peyrous, por varias crisis, hasta la parálisis final de los miembros inferiores, a partir de mayo de 1928.
Ella permanece en la granja familiar, donde sus seres queridos cuidan de ella. Al igual que muchos pacientes, sufrió la incomprensión de su entorno, incluyendo su familia por sus problemas de locomoción y la sensibilidad a la luz que la obligaron a permanecer enclaustrada en una habitación con poca luz.
Una interpretación podría ser dada a su enfermedad, sobre la base de documentos médicos identificados durante la investigación diocesana y una revisión completa realizada en 1942 por dos médicos de Lyon (Jean Dechaume, profesor de la Facultad de medicina de Lyon y André Ricard, cirujano). Parece que sufre de encefalitis letárgica o enfermedad de Von Economo, es decir, una enfermedad inflamatoria de los centros nerviosos.

### Vida espiritual
Sus padres eran católicos creyentes, pero no practicantes. Sin embargo, ella siempre mostró un interés en la oración y decía  "Siempre he disfrutado mucho el buen Dios como niña y siempre oraba en mi vida enormemente".[cita requerida] 
Hizo su primera comunión el 15 de agosto de, 1912 y decía "es un momento muy importante". Ella amaba rezar, visitar la naturaleza enferma contemplar, al ver la obra de Dios.
La enfermedad iniciada en 1918 fortalecería su fe cristiana. Trató de vivirla pacientemente, intentando hacerse útil, por ejemplo haciendo costura para ayudar a su familia.
En 1925, escribió un acto de entrega y amor a Dios. Ella quiso dedicarse a Cristo y al amor a la Eucaristía.